# Alex La Guma
Alex La Guma est né le 20 février 1924 et il est mort le 11 octobre 1985 à La Havane (Cuba). C'est un romancier sud-africain, qui devint le chef de l'« Organisation sud-africaine des personnes de couleur », en anglais South African Coloured People Organisation (SACPO), et fut l'un des ardents défenseurs des populations, en majorité noires, opposées à l'apartheid, en Afrique du Sud, notamment lors du procès de la trahison (Treason Trial) au cours duquel il ouvrit un dialogue constructif. Ses ouvrages, écrits dans un style vif, plaidaient pour l'abolition de toutes les formes de discrimination raciale. Ses romans eurent un impact certain auprès des groupes opprimés, tant ils apportaient une représentation réaliste et sympathique de leur vécu. De ce fait Alex La Guma fut l'un des artisans des plus remarquables du XXe siècle dans le mouvement anti-apartheid. Il fut, pour cela, l'un des écrivains sud-africains à se voir décerner le prix Lotus de littérature en 1969.

## Biographie
Alex La Guma est né au Cap dans le 6e district. Il était le fils de Jacques La Guma une figure de premier plan du mouvement ouvrier en tant que membre du Syndicat des travailleurs du commerce et du Parti communiste d'Afrique du Sud.
Alex La Guma a fréquenté la Trafalgar High School (en), école secondaire du 6e district du Cap. Après avoir obtenu son diplôme d'une école technique en 1945, il devint un membre actif du Syndicat des travailleurs de l'usine de la Metal Box Company. Il fut licencié après avoir organisé une grève et c'est ainsi qu'il prit une part active dans la politique, en rejoignant la Ligue des jeunes communistes en 1947 et le Parti communiste sud-africain en 1948.
En 1956, il collabora avec les représentants sud-africains pour rédiger la « Charte de la liberté ». De ce fait il figura parmi les 156 accusés des procès intentés pour trahison, au cours de la même année. Il publie sa première nouvelle, Nocturn, en 1957. En 1960, il commence à écrire pour le journal progressiste New Age puis, en 1962, il est placé en résidence surveillée. Avant que sa peine de cinq ans soit écoulée, une ordonnance de première instance lui fut signifiée et sa femme et lui furent incarcérés et placés à l'isolement. À leur sortie de prison, ils furent astreints à la résidence surveillée. Avec sa femme, blanche, et leurs deux enfants, ils s'exilèrent au Royaume-Uni en 1966.
Alex La Guma a passé le reste de sa vie en exil. À son décès à La Havane (Cuba) en 1985, il était le représentant principal du Congrès national africain dans les Caraïbes. Bien qu'Alex La Guma ait été inspiré par la résistance croissante à l'apartheid, notamment par le Mouvement de conscience noire, ses liens avec ces groupes ont toujours été indirects.

## Distinction
- 1984 : Officier de l'Ordre des Arts et des Lettres
- 1969 : Prix Lotus de littérature
- 2003 : Ordre de l'Ikhamanga, échelon or, à titre posthume[5].

## Œuvres
Son œuvre est essentiellement rédigée en anglais.
- (en) A Walk in the Night and Other Stories [« Nuit d'errance »], Ibadan, Nigeria, 1962.
- (en) And a_Threefold Cord (en), Berlin, RDA, Seven Seas Publishers, 1964.
- (en) Quartet: Four Voices from South Africa, Londres, Heinemann, 1963 — Ouvrage collectif d'Alex La Guma, James Matthews, Richard Rive et Alf Wannenburgh.
- (en) The Stone-Country (en), Berlin, RDA, Seven Seas Publishers, 1967.
- (en) In the Fog of the Seasons' End (en), Londres, Heinemann, 1972.
- (en) A Soviet Journey (en), Moscow, Progress Publishers, 1978.
- (en) Time of the Butcherbird (en), Londres, Heinemann, 1979.